# Viagens com o Charley
Viagens com o Charley (em inglês:  Travels with Charley: In Search of America) é um livro de viagem do escritor norte-americano John Steinbeck. Conta a viagem por estrada pelos EUA de Steinbeck na companhia do seu poodle Charley em 1960. Steinbeck escreveu que foi impelido por um desejo de ver o seu país a título pessoal, uma vez que ganhava a vida a escrever sobre ele. Escreveu que tinha muitas perguntas quando iniciou a viagem, sendo a principal "Como são os americanos hoje em dia?" No entanto, concluiu que ficou preocupado com muito do que viu sobre a "nova América".
Steinbeck conta a história da viagem por todo o seu pais numa auto-caravana feita de propósito a que chamou Rocinante, o nome do cavalo de D. Quixote. A viagem começou em Long Island, Nova Iorque, e seguiu aproximadamente ao longo da fronteira dos EUA, desde o Maine até ao Pacífico, depois baixou para o vale de Salinas, na Califórnia, onde nascera, atravessou o Texas, e subiu para norte a partir do Sul Profundo de regresso a Nova York. Nessa viagem percorreu quase 10.000 milhas (cerca de 16.000 kms).
De acordo com Thom Steinbeck, o filho mais velho do escritor, o verdadeiro motivo da viagem foi que Steinbeck sentia que não teria muitos anos de vida e queria ver o seu país pela última vez. O Steinbeck júnior afirmou que ficou surpreendido porque a sua madrasta permitiu a seu pai fazer a viagem; pela sua condição cardíaca poderia ter morrido a qualquer momento. Uma nova introdução à edição do 50º aniversário do livro advertiu os leitores que "seria um erro ler este diário de viagem demasiado literalmente, dado que Steinbeck no fundo era um romancista."

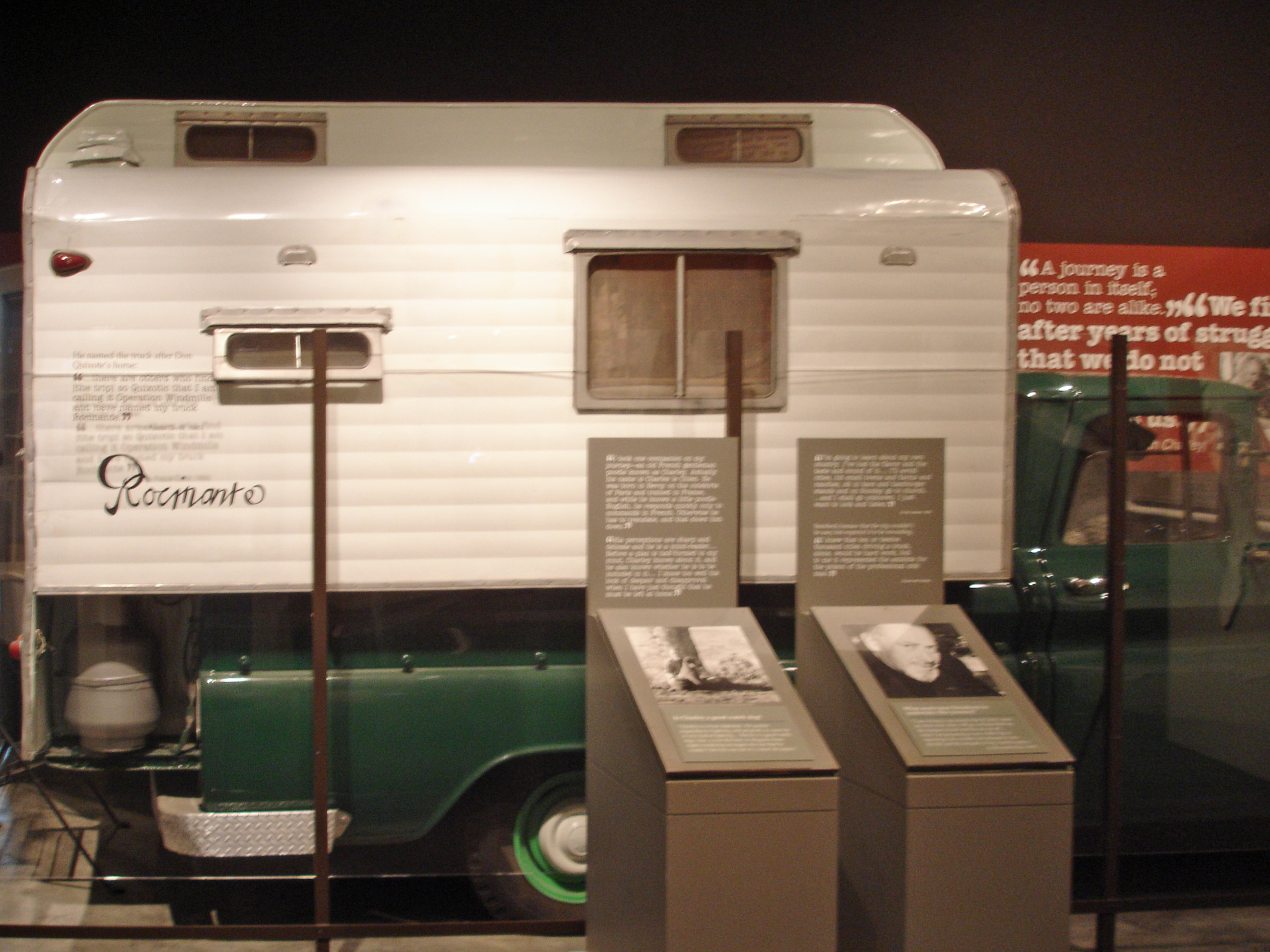
Rocinante, a auto-caravana que Steinbeck usou para viajar pelos EUA em 1960, está no National Steinbeck Center, em Salinas, Califórnia.

## Resumo

### Parte Um
Steinbeck descreve o seu desejo antigo de viajar e a preparação para redescobrir o país com o qual sentia que tinha perdido contacto após viver em Nova Iorque e viajar pela Europa nos 20 anos anteriores. Tinha 58 anos em 1960 aproximando-se do final da carreira, mas sentia que quando escrevia sobre a América e o seu povo "escrevia sobre algo que [ele] não conhecia, e parecia-lhe [a ele] que para quem se denomina de escritor isso é criminoso" (p. 6). Comprou uma pick-up GMC nova em que montou um habitáculo personalizado para a viagem. À última hora decidiu levar o poodle francês com 10 anos da esposa, Charley, com quem terá muitas conversas mentais como meio para explanar o seu pensamento. Planeou sair após o Dia do Trabalhador da sua casa de verão em Sag Harbor, Long Island, mas a viagem foi adiada cerca de duas semanas devido ao furacão Donna, que atingiu directamente Long Island. O esforço de Steinbeck para salvar o seu barco no meio do furacão, que ele narra, prenunciam o seu destemido, ou até mesmo imprudente, estado de espírito e a sua coragem em empreender sozinho uma viagem longa, árdua e ambiciosa para percorrer o país.

### Parte Dois
Steinbeck inicia a viagem indo de ferry de Long Island para Connecticut, passando pela base naval em New London onde muitos dos novos submarinos nucleares estavam estacionados. Fala com um marinheiro destacado num dos submarinos. Steinbeck refere a incerteza sobre o futuro devido a rápidas mudanças tecnológicas e políticas e menciona o esbanjamento nas cidades e lamenta a grande quantidade de resíduos que resultam de tudo ser "empacotado."
Depois tem uma conversa com um fazendeiro da Nova Inglaterra sobre as próximas eleições entre Richard Nixon e John F. Kennedy. Steinbeck gostava de conhecer as pessoas ao comer o pequeno-almoço em restaurantes de beira de estrada e ouvindo programas de rádio de manhã, embora tenha observado que, se está no topo da lista no Maine, uma dada canção está também no topo da lista em Montana "(p.35), mostrando a omnipresença da cultura pop provocada pela rádio dos Top 40 e tecnologias de mass media.
Seguiu depois para o Maine, notando no caminho a semelhança das lojas de "verão", que estavam fechadas no inverno. Antiquários vendiam "velharias" o que levou Steinbeck a pensar que tinha em casa mais tralha do que muitas lojas. Parando num pequeno restaurante nos arredores da cidade de Bangor, analisa como as atitudes amargas das pessoas sobre a vida podem afectar as suas próprias atitudes. Steinbeck foi depois à ilha Deer visitar um amigo da sua agente literária Elizabeth Otis. Na viagem para lá, Steinbeck perguntou direcções. Mais tarde, aprendeu com um natural que não era aconselhável perguntar por direcções no Maine, porque os locais não gostam de falar com turistas e tendem a dar-lhes informações incorrectas. Na ilha Deer comeu a melhor lagosta que já provara, apanhada fresca nas águas locais. De seguida dirigiu-se para o norte do Maine, onde passou uma noite no campo junto a um grupo de apanhadores de batata emigrantes do Canadá francófono, com quem compartilhou vinho francês. A descrição dos trabalhadores foi simpática e mesmo romantizada, um aceno claro à sua incrível descrição em As Vinhas da Ira que o tornaram famoso.
Steinbeck viaja a seguir para o oeste passando pelas Cataratas do Niágara e por Buffalo, e depois para Chicago, no topo norte da Pensilvânia, Ohio e Indiana. Na fronteira perto das Cataratas decidiu não entrar no Canadá para acelerar para Detroit, como planeara, porque Charley não tinha as vacinas adequadas para reentrar nos EUA. Após o encontro com funcionários da fronteira americana, referiu a sua posição perante o estado.
À medida que avança, descreve como as atitudes e crenças das pessoas mudavam, sendo diferentes de Estado para Estado. Por exemplo, na Nova Inglaterra as pessoas falavam laconicamente e normalmente esperavam que o recém-chegado fosse até elas para iniciar a conversa. Nas cidades do Centro-Oeste, as pessoas eram mais extrovertidas e estavam dispostas a vir até ele. Explicou como estranhos lhe falaram livremente sem precaução com um sentimento de falta por algo novo e de algum lugar que não aquele onde viviam.
Avançando, Steinbeck refere que a tecnologia estava a evoluir muito rapidamente, dando aos americanos cada vez mais satisfação imediata, como sopa em máquinas de venda automática ou em roulottes. Steinbeck ficou intrigado com as mobile homes que mostravam uma nova forma de viver na América, refletindo a atitude de que se alguém não gosta de um determinado lugar pega na sua casa e vai embora.

### Parte Três
Steinbeck viajou através do Wisconsin e do Minnesota para o Dakota do Norte. Viajou pela estrada US 10 através de St. Paul e numa "estrada de evacuação" apenas usada em caso de ataque nuclear pela União Soviética. Chamou-lhe "uma estrada concebida pelo medo" (p. 129) e que o levou a uma das muitas ideias sobre a sociedade americana: o fato do país ser dirigido pelo medo. Passada St. Paul, foi a Sauk Centre, local de nascimento do escritor Sinclair Lewis, mas ficou desanimado ao conversar num restaurante com moradores que não sabiam quem era Lewis.
Mais tarde, parando para obter direcções, Steinbeck percebeu que os americanos são, muitas vezes, alheios à sua própria cultura e à envolvência mas próxima. Também referiu que os americanos passaram a colocar a "limpeza em primeiro lugar, em detrimento do gosto" (p. 141) e que estava preocupado que os americanos passaram a crescer muito confortavelmente e não estavam mais interessados em assumir riscos e a rebelarem-se, dois dos traços que fizeram grande o país.
Steinbeck passou do Dakota do Norte ao Montana, onde declarou: "Eu sou apaixonado por Montana." E explicou que Montana não estava afectado pela televisão e que se mantinha um lugar com pessoas amáveis, descontraídos. "Pareceu-me que a agitação frenética da América não estava em Montana (p. 158)." Passou pelo local da Batalha de Little Bighorn e viajou através do "país dos índios Injun" e pensou no autor que escreveu um romance sobre a guerra contra a tribo Nez Perce. Steinbeck e Charley, de seguida, visitaram o Parque Nacional de Yellowstone, um lugar repleto de maravilhas naturais, referindo que estas "deixaram de representar a América, como agora representa a Disneylândia." No parque, o suave e não confrontativo Charley mostrou um caracter que Steinbeck nunca tinha visto: o seu instinto canino levou-o a latir freneticamente aos ursos que viu na beira da estrada.
O par parou a seguir brevemente em Great Divide nas Montanhas Rochosas, antes de continuar para Seattle. Steinbeck reflectiu ao ver o rio Columbia sobre como se terão sentido os exploradores americanos Lewis e Clark quando vieram ao oeste pela primeira vez. Observou as mudanças sofridas pela Costa Oeste nos últimos 20 anos (p. 180): "foi só quando me aproximei de Seattle que a inacreditável mudança se tornou manifesta... Gostaria de saber por que o progresso se parece tanto com destruição." Steinbeck segue depois ao longo da Costa do Pacífico através da região das sequóias do Oregon e da Califórnia. No caminho, a sobrecarregada autocaravana teve um furo num pneu que Steinbeck teve de mudar durante uma tempestade. Ao contar o acontecido, Steinbeck escreveu que "era óbvio que outro pneu podia perder-se a qualquer momento, e era domingo e estava a chover e era Oregon". Apesar das lojas especializadas de pneus serem difíceis de encontrar, o problema foi resolvido em pouco tempo pela inesperada generosidade de um empregado numa bomba de combustíveis.
Steinbeck, em seguida, visitou florestas de sequóias gigantes que apreciou e adorou em toda a sua vida. Escreveu que "o vaidoso, o mais galhofeiro e irreverente dos homens, na presença das sequóias, fica sob um feitiço de admiração e respeito." (p. 189) Quando Charley se recusa a urinar nas árvores Steinbeck considera tal como uma "saudação" para um cão.
Steinbeck cresceu na região do vale de Salinas, na Califórnia, e viveu em Monterey, e descreve em detalhe a sua nova visita à região após uma ausência de 20 anos. Comentando as muitas mudanças, observa o crescimento populacional e o progresso na área de Monterey. Visita um bar que frequentou na sua juventude, onde encontra o seu amigo Johnny Garcia e soube que muitos clientes e companheiros de infância tinham morrido. Parece depois dizer adeus à sua cidade natal, pela última vez, aludindo a um livro de Thomas Wolfe, You Can't Go Home Again. Subindo ao pico Fremont, o ponto mais alto da região que um dia será chamada "País de Steinbeck", disse adeus ao lugar que ele tinha tornado famoso nos seus romances. "Eu fixei uma vez mais nos meus olhos o sul, o oeste e o norte, e de seguida afastei-me para longe do passado permanente e imutável, em que a minha mãe está sempre a disparar sobre um gato selvagem e o meu pai a gravar em brasa o nome deles com amor." (p. 208).

### Parte Quatro
Indo para o leste novamente, Steinbeck passa pelo Deserto de Mojave e entra no Texas, onde ele e a sua esposa Elaine passaram o que ele chamou de "orgia" do Dia de Acção de Graças numa fazenda de gado rica perto de Amarillo. Steinbeck, cuja terceira esposa Elaine era texana, fala longamente sobre o Estado da Estrela Solitária e os seus cidadãos e cultura. Ele sentia que "as pessoas ou amam apaixonadamente ou odeiam apaixonadamente o Texas", o que ele descreveu como uma "mística próxima de uma religião", Texas que ele amava e respeitava.
A seguir Steinbeck dirige-se para Nova Orleães onde testemunhou os protestos zangados de mães brancas no exterior de uma escola pública do Ninth Ward recentemente integrada. Quando se aproxima da Virgínia, Steinbeck diz que no seu coração a viagem tinha acabado. Tinha deixado de ser uma viagem e passou a ser algo que tinha de suportar até chegar novamente a casa em Nova Yorque. Depois de passar pela Pensilvânia e Nova Jersey, Steinbeck chega a Nova Yorque, onde, ironicamente, percebe que está perdido e tem de pedir indicações para voltar a casa.
Como passou uma boa parte da sua viagem perdido, torna-se evidente no final da história que estar perdido é uma metáfora para o quanto a América mudou aos olhos de Steinbeck. A América parece estar sem rumo e, portanto, em perigo, avançando para um futuro incerto marcado por enormes deslocações de população, por mudanças tecnológicas e industriais e pela destruição ambiental sem precedentes.

## Campeão de Vendas
Travels With Charley foi publicado pela Viking Press em meados de 1962, alguns meses antes de Steinbeck receber o Prémio Nobel de Literatura. O livro atingiu o topo da lista de vendas do The New York Times (Não-Ficção) em outubro de 1962, onde permaneceu durante uma semana, sendo substituido por Silent Spring de Rachel Carson.

## Título do Livro
No seu livro The Pastures of Heaven (As Pastagens do Céu), um dos personagens considera Travels with a Donkey in the Cevennes (Viagens com um Burro nas Cevennes) de Robert Louis Stevenson como uma das maiores obras da literatura inglesa. Mais tarde, Steinbeck e a sua esposa Elaine inspiraram-se em Stevenson na escolha do título para Viagens com o Charley.

## Análise crítica
A narrativa de Steinbeck tem sido contestada como sendo parcialmente ficcional. Bill Steigerwald, um antigo membro da equipa do Pittsburgh Post-Gazette e co-editor da Pittsburgh Tribune-Review, seguiu a rota apresentada em Viagens com o Charley e escreveu sobre isso no Post-Gazette, e depois num artigo intitulado "Sorry, Charley", publicado na revista Reason. Mais tarde Steigerwald auto-publicou a sua análise num livro intitulado Dogging Steinbeck. Steigerwald concluiu que Viagens continha um tal grau de invenção e Steinbeck usara duma tão grande liberdade relativamente aos factos que dificilmente a obra pode ser considerada como de não ficção.
Ele usa o diálogo com o actor shakespeariano itinerante perto de Alice, Dacota do Norte para exemplificar uma sua ideia. Em 12 de outubro, Steinbeck escreveu uma carta a sua esposa descrevendo um motel em Badlands onde esteve hospedado, na mesma data, 12 de outubro, da suposta conversa em Alice. Dado que as Badlands estão a cerca de 350 milhas de Alice, Steigerwald concluiu que a conversa com o actor provavelmente não terá ocorrido.  Steigerwald contesta também a ideia que Steinbeck teve uma viagem cansativa, ou que viajou sozinho, excepto com Charley. Steigerwald diz que "Steinbeck quase nunca esteve sozinho na sua viagem. Dos 75 dias fora de Nova Yorque, em 45 deles ele viajou com, ficou com e dormiu com a sua amada esposa Elaine. Em 17 dos outros dias ele ficou em motéis, em paragens para camiões e parques para reboques movimentadas, ou estacionou a sua viatura em terrenos de amigos. Steinbeck não passou mal. Junto com Elaine ele ficou nalguns dos melhores hotéis, motéis e resorts do país, para não mencionar duas semanas no chalé da família Steinbeck em Pacific Grove, Califórnia, e uma semana numa fazenda pecuária do Texas para milionários. Sozinho, como admite no livro, ele ficou muitas vezes em motéis de luxo."
Steigerwald não foi o único a reivindicar que Steinbeck não escreveu um diário de viagem puro, não ficcionado; o filho de Steinbeck pensava que seu pai inventou muitos dos diálogos do livro, "Ele sentava-se na sua auto-caravana e escrevia tudo isso [que faltava]."
Os estudiosos de Steinbeck concordam de algum modo com as conclusões do Steigerwald, mas contestam o peso das mesmas.
Por exemplo, Susan Shillinglaw, professora de inglês na Universidade Estadual de San Jose e estudiosa no National Steinbeck Center, disse ao The New York Times:
"Qualquer escritor tem o direito de dar forma a materiais e, sem dúvida, Steinbeck deixou coisas de fora. Isso não faz do livro uma mentira." No que diz respeito a supostas conversas, ela disse: "Tenha ou não tenha conhecido aquele actor, onde diz que o encontrou, Steinbeck pode ter conhecido uma tal figura nalgum momento da sua vida. E talvez tenha aprimorado algumas das anedotas com a garçonete. É isso realmente tão importante?" 
Jay Parini, autor de uma biografia de Steinbeck, e que escreveu a Introdução para a edição da Penguin do Viagens, disse ao The New York Times:
"Eu sempre admiti que se trata, de algum modo, de uma obra de ficção. Steinbeck foi um escritor de ficção, e nela ele molda eventos, espremendo-os. Provavelmente não usava um gravador de fita. Mas sinto que há ainda autenticidade. Isto abana a minha confiança no livro? Muito pelo contrário. Eu daria um viva a Steinbeck. Se queres atingir o espírito da coisa, às vezes é importante usar as técnicas de um escritor de ficção. Por que permaneceu este livro no imaginário americano, ao contrário, por exemplo, The Other America (A Outra América) de Michael Harrington  que saiu ao mesmo tempo?"
Bill Barich, que escreveu Long Way Home: On the Trail of Steinbeck's America, uma reconstituição dos passos de Steinbeck, disse:
"Estou bastante seguro que Steinbeck inventou a maior parte do livro. Steinbeck estava extremamente deprimido, muito mal de saúde e foi desencorajado por todos de fazer a viagem. Estava a tentar recuperar a sua juventude, o espírito do Cavaleiro Errante. Mas naquele altura era provavelmente incapaz de entrevistar as pessoas comuns. Ele tornara-se uma celebridade e estava mais interessado em falar com Dag Hammarskjöld e Adlai Stevenson. A decisão estava provavelmente tomada muito antes de se meter à estrada e muito do que escreveu foi condicionado pelo fato de estar tão doente. Mas eu ainda levo a sério muito do que ele disse sobre o país. As suas percepções eram totalmente acertadas sobre a morte do localismo, a crescente homogeneidade da América, a conspurcação do ambiente. Ele foi visionário sobre tudo isso."
Publicada em 2012, a edição do 50º aniversário de "Viagens com o Charley" incluía um aviso de Parini, que escreveu:
"De facto, seria um erro ler este diário de viagem demasiado literalmente, dado que Steinbeck era no fundo um romancista, tendo retocado imenso os acontecimentos – alterado a sequência dos mesmos, elaborado cenas, inventado diálogos – o que associamos mais a ficção do que a não ficção.
"Deve ser tido em mente, ao ler este diário de viagem, que Steinbeck tomou liberdade relativamente aos fatos, inventando sem peias quando servia os seus propósitos, usando todo o arsenal do romancista para tornar o livro numa narrativa vívida e legível. O livro continua a ser 'verdade' do modo em que todos os bons romances ou narrativas são verdadeiros. Ou seja, proporciona uma visão estética da América num determinado momento. A evocação das pessoas e dos lugares fica em mente para sempre, e a compreensão por Steinbeck do seu país neste momento crucial da sua história não foi nada de extraordinário - reflecte décadas de observação e os anos gastos a burilar a sua arte."

## Leituras adicionais
- Dewey, Joseph. "There Was a Seedy Grandeur about the Man': Rebirth and Recovery in Travels with Charley." Steinbeck Quarterly 24.01-02 (Winter/Spring 1991): 22-30.
- Hayashi, Tetsumaro. "Steinbeck's America in Travels with Charley." Steinbeck Quarterly 23.03-04 (Summer/Fall 1990): 88-96.
- Hughes, Robert S., Jr. "Steinbeck's Travels with Charley and America and Americans." Steinbeck Quarterly 20.03-04 (Summer/Fall 1987): 76-88.